# Олтени (Констанца)
Олтени (рум. Olteni) насеље је у Румунији у округу Констанца у општини Индепенденца. Oпштина се налази на надморској висини од 132 m.

## Становништво
Према подацима из 2002. године у насељу је живело 483 становника, од којих су сви румунске националности.